# A Pill for Loneliness
A Pill for Loneliness è il sesto album in studio da solista del cantante canadese City and Colour, pubblicato nel 2019.

## Tracce
1. Living in Lightning – 3:19
2. Astronaut – 6:01
3. Imagination – 5:47
4. Difficult Love – 4:04
5. Me and the Moonlight – 2:52
6. Mountain of Madness – 4:41
7. Song of Unrest – 4:45
8. Strangers – 4:04
9. The War Years – 6:37
10. Young Lovers – 4:07
11. Lay Me Down – 6:00